# 로버트 코엘로
로버트 코엘로(Robert Coello, 1984년 11월 23일 ~ )는 미국의 야구 선수이자, 전 KBO 리그 넥센 히어로즈의 투수이다.

## 미국 프로야구 시절

### 보스턴 레드삭스시절
2010년에 입단하여 프로 선수 생활을 시작하였다.

### LA 에인절스시절
150km에 육박하는 무거운 직구와 WTF(What The Fuck-포크볼 그립을 가진 무회전 너클볼)을 사용하여 마이너 리그에서 많은 삼진을 잡아내었다.

## 한국 프로야구 시절

### 넥센 히어로즈시절
2015년 12월 3일 앤디 밴 헤켄이 일본으로 진출하게 되면서 대체용병으로 넥센 히어로즈에 영입되었다.
2016년 4월 2일, 롯데 자이언츠와의 경기에 선발로 처음 등판하여 5이닝 1실점으로 승리투수가 되었다. 이닝이터의 모습을 잘 보여주지 못하다가 4월 21일 SK 와이번스와의 경기에서 6이닝 3실점(2자책)으로 시즌 첫 퀄리티스타트를 기록하였다. 신재영, 박주현 등의 국내 선발투수진이 볼넷이 거의 없는 피칭을 선보이는 것에 비해 볼넷이 많은 투수이다. 하지만 피칭에 비해 적어도 5이닝을 던져주는 경우가 많아 '코꾸역'이라는 별명을 가지고 있다. 2016년 6월 16일, 그 동안 피안타율과 승수로 따졌을 때는 쏠쏠한 활약을 했으나 시즌 전체로 봤을 때 제구가 제대로 되지 않아 볼넷이 늘어나며 불펜 과부하가 염려되었고, 야수들도 지치는 경우가 많아 결국 웨이버 공시가 되어 2016시즌 콜린 벨레스터에 이어 2호 퇴출 외국인 선수가 되었다. 2016 시즌 12경기에 등판해 6승 5패, 평균자책점 3.77을 기록하였다. 그의 대체 선수로는 스콧 맥그레거가 영입됐다.